# Ihyon
Ihyon är en flygplats i Nordkorea.   Den ligger i provinsen Södra Hwanghae, i den sydvästra delen av landet, 100 km söder om huvudstaden Pyongyang. Ihyon ligger 85 meter över havet.
Terrängen runt Ihyon är lite kuperad. Runt Ihyon är det tätbefolkat, med 319 invånare per kvadratkilometer. Närmaste större samhälle är Haeju, 10,4 km sydväst om Ihyon. Trakten runt Ihyon består till största delen av jordbruksmark.